# Односи Србије и Италије
Односи Србије и Италије су инострани односи Републике Србије и Републике Италије.

## Историја односа
Два италијанска града Трст и Венеција су имали велики значај за културну историју Срба.

### Односи Србије и Краљевине Италије
Србија и Италија су успоставили званичне дипломатске односе 18. јануара 1879. године.
Постојало је Посланство Краљевине Србије у Риму.

### Односи Југославије и Италије
Римски споразум, који је важио до јануара 1929, није успешно регулисао билатералне односе. Због тога је министар иностраних дела Војислав Маринковић желео да успостави уговорне односе на новој основи. Као предуслов за нове преговоре, била је ратификација Нептунских конвенција из 1925. године. И поред велике опозиције у Народној скупштини и заоштрене политичке ситуације после атентата, Маринковић је успео током друге половине 1928. да ратификује Нептунске конвенције и Трговински уговор из 1924. године. Током преговора вођених са италијанском страном, Маринковић је желео да постигне два резултата: да уговорно регулише билатералне односе на новим основама којим би биле задовољне обе стране и да сведе југословенско-италијанске расправе на њихову суштину - очување независности Албаније као првог корака од одбране италијанских агресивних планова према Балканском полуострву. Током преговора вођених до 1932, Маринковић је постепено успео да придобије Велику Британију на страну Југославије, против италијанских претензија према Балканском полуострву. Ипак, није успео да капитализује свој успех, јер је почетком јула 1932. поднео оставку на место председника владе и министра иностраних послова због неслагања око питања унутрашње политике са краљем Александром, који је претходно започео засебне разговоре са Италијанима.
Краљ Александар се лично ангажовао на питању регулисања односа са Италијом, у посредном контакту са Бенитом Мусолинијем, преко дизајнера за ентеријер равенског грофа Гвида Малаголе Капија. Двојица државника су ускладили своје погледе и договор је изгледао могућ, током марта и априла 1932, када је предложен лични сусрет у околини Трста. Међутим, Мусолини уверен у скори распад југословенске државе одбија наставак разговора и одлучује се за тактичку чекања повољног тренутак да војно интервенише против територијалног интегритета Краљевине Југославије. Наставак разговора краља Александра и Бенита Мусолинија, преко посредништва грофа Капија, био је прузрокован доласком националсоцијалиста на власт у Немачкој. Ови контакти су одржавани до маја 1934. године. Гроф Капи је био посредник и у разговорима између кнеза Павла Карађорђевића и Бенита Мусолинија, током 1935, али ова линија комуникације је убрзо напуштена.
После италијанско-абисинијског рата, југословенско-италијански преговори су настављени преко Ивана Субботића и Миливоја Пиље, који су били изасланици председника владе и министра иностраних послова Милана Стојадиновића. Њиховим радом током јесени и зиме 1936/37. припремљен је терен за склапање уговора који је потписан током посете италијанског министра иностраних послова грофа Галеаца Ћана Југославији, 25. марта 1937. године. Југословенска страна је пристала да се у уговору не спомиње међународни поредак установљен мировним уговорима, а италијанска страна није успела да наговори државнике у Београду да прихвате њихову понуду да установе савезничке односе.
Поред политичких односа, обновљени су и економски односи који је требало да послуже као контратежа све јачем присуству немачке привреде у регионима Подунавља и Балкана.
Председник владе Милан Стојадиновић је био у Риму 1937.
Председник владе Бенито Мусолини је посетио југословенску територију 20. септембра 1938. приликом обиласка граничних територија Италије.
Јануара 1939. гроф Галеацо Ћано министар иностраних послова Краљевине Италије је посетио Београд.
9–14. марта 1939. Кнез намесник Павле и кнегиња Олга су посетили италијанску краљевску породицу у Риму. Током посете, кнез Павле и краљ Виторио Емануеле III су настојали да покажу јавности да су контакти две државе превасходно установљени на бази блиских односа двеју династија, што је посебно иритирало Бенита Мусолинија који није скривао своје омаловажавање према италијанског краљевској породици на званичним пријемима.

#### Други светски рат и после
Италијански краљ Виктор Емануел је посетио од италијана окупирано Цетиње 16. маја 1941.
Године 1944, Тито је једно време боравио у Италији.
Франческа Роланди је у књизи „Двадесет четири хиљаде пољубаца” истражила утицај италијанске популарне културе у Југославији средином прошлог века и значај незваничне културне дипломатије на односе две земље.

## Билатерални односи
Италија је признала једнострано проглашење независности Косова.
Италија је гласала за пријем Косова у УНЕСКО 2015.

### Посете
- Председник Републике Италије Серђо Матарела боравио је у званичној посети Србији 25. маја 2015.
- Председник Српске владе Александар Вучић боравио је у званичној посети Италији 9. и 10. децембра 2014. на позив италијанског премијера Матеа Ренција.[2]

### Економски односи
Италија је у 2020. години била други спољнотрговински партнер Србије.
- Извоз у Италију 2020. износио је 1,6 мл. долара, а увоз 2,2 милијарде УСД.
- У 2019. години извезено је робе у вредности од 1,9 милијарде УСД, а увезено за 2,3 мл. долара.
- У 2018. извоз је износио 2,3 мл. долара док је увоз вредео 2,4 милијарде УСД.
- У 2012. години извезено је робе у вредности од 1,2 милијарде УСД, а увезено за 1,8 мл. долара.
- У 2007. извоз је износио више од 1 мл. долара док је увоз вредео 1,7 милијарди УСД.[5][6]

Србија је била представљена на Светској изложби „ЕКСПО 2015" у Милану.
У Србији послује велики број италијанских компанија. Ради унапређења односа између две државе основана је Комора италијанско-српских привредника која прати сва тржишна кретања и економске показатеље међусобне економске сарадње Србије и Италије и прилагођава своје активности у циљу подршке својих чланова те општег развијања економске размене између поменута два тржишта.
Неке од италијанских компанија које послују у Србији дуги низ година, а које су такође и чланови коморе су:
- Magip d.o.o. која се бави комуналним делатностима.[9]
- Officina Concept[10] која се бави производњом модерног канцеларијског намештаја.[11]
- Rocca di Castagnoli - винарија.[12]
- Aho Pinsa Lab[13] која послује у угоститељском сектору.

### Дипломатски представници

#### У Риму
Амбасада Републике Србије у Риму (Италија) радно покрива Малту и Сан Марино.
- Горан Алексић, амбасадор, 2017—
- Татјана Гарчевић, отправник послова, 2016—2017.
- Ана Хрустановић, амбасадор, 2011—2016.
- Санда Рашковић Ивић, амбасадор, 2008—2011.
- Милисав Савић, отпр. послова, 2006—2008.
- Дарко Ускоковић, амбасадор, 2005—2006.
- Бранко Луковац, амбасадор, 2004—2005.
- Миодраг Лекић, амбасадор, 1995—1999. и 2001—2003.
- Далибор Солдатић (млађи), отпр. послова, 1992—1993.
- Душан Штрбац, амбасадор, 1988—
- Анте Скатаретико, амбасадор, 1984—1988.
- Марко Косин, амбасадор, 1980—1984.
- Борисав Јовић, амбасадор, 1975—1979.
- Мишо Павићевић, амбасадор, 1971—1975.
- Срђа Прица, амбасадор, 1967—1971.
- Иво Вејвода, амбасадор, 1962—1967.
- Михаило Јаворски, амбасадор, 1958—1962.
- Дарко Чернеј, амбасадор, 1955—1958.
- Павле Грегорић, посланик а затим и амбасадор, 1953—1955.
- Владимир Велебит, посланик, 1952—
- Младен Ивековић, посланик, 1947—1951.
- Бошко Христић, посланик, 1937—1941.
- Јован Дучић, посланик, 1933—1937.
- Драгомир Касидолац, отпр. послова, 1933.
- Милан Ракић, посланик, 1927—1933.
- Живојин Балугџић, посланик, 1926—1927.
- Војислав Антонијевић, посланик, 1918—1926.
- Михаило Ристић, посланик, 1915—1918.
- Љуба Михајловић, отпр. послова, 1912—1914.
- Бошко Чолак-Антић, посланик
- Ненадовић, посланик, 1911.
- Михаило Вујић, посланик, 1909—
- Милован Миловановић, посланик, 1903—1907.
- Миленко Веснић, посланик, 1901—1902.
- Ђорђе Симић, посланик, 1900.
- Коста Христић, посланик, 1899.
- Александар Јовичић, отпр. послова, 1898—1899.
- Петар Стејић, посланик, 1894—1896.
- Ђорђе Павловић, посланик, 1886—1890.
- Драгутин Франасовић, посланик, 1885.
- Милан Кујунџић Абердар, посланик, 1883—1885.

#### У Београду, Нишу, на Крфу и у Солуну
- Лука Гори, амбасадор, 2022. -
- Карло Ло Кашо, амбасадор, 2018. - 2022.
- Ђузепе Манцо, амбасадор, 2013. − 2018.
- Армандо Варикио, амбасадор, 2009. − 2013.
- Александро Мерола, амбасадор, 2006. −
- Антонио Занарди Ланди, амбасадор, 2004. −
- Ђовани Карачоло, амбасадор, 2000. - 2004.
- Рјчардо Сеса, амбасадор, 1997. - 2000.
- Франческо Базконе, отправник послова, - 1996. а потом и амбасадор, 1996. -
- Серђио Венто, амбасадор, 1989. - 1992.
- Масимо Касталдо, амбасадор, 1984. -
- Пјетро Каламиа, амбасадор, 1980. -
- Алберто Каваљиери, амбасадор, 1977. -
- Ђузепе Макота, амбасадор, 1971. - 1977.
- Фолко Трабалца, амбасадор, 1967. - 1971.
- Роберто Дучи, амбасадор, 1964. -
- Алберто Берио, амбасадор, 1960. -
- Франческо Кавалети, амбасадор, 1958. -
- Газтоне Гвидоти, амбасадор, 1955. -
- Франческо Вани, посланик, 1953. - 1954. а потом и амбасадор, 1954. -
- Енрико Мартино, посланик, 1947. - 1953.
- Францеско Ђорђо Мамели, посланик, 1940. − 1941.
- Маријo Индели, посланик, 1936. − 1940.
- Гвидо Вјола ди Кампалто, посланик, 1935. - 1936.
- Карло Гали, посланик, 1928. - 1934.
- Алесандро Бодреро, посланик, 1924. - 1928.
- Консалво Сумонте, отпр. послова, 1923. - 1924.
- Лацаро Негрото, посланик, 1922. - 1923.
- Гаетано Манцони, посланик, 1920. - 1922.
- Винченцо Галанти, отпр. послова (на Крфу и у Београду), 1918. - 1919. и 1919. -
- Ливио Боргезе, посланик, 1919.
- Карло Сфорца, посланик (на Крфу и у Солуну), 1916. − 1918.
- Никола Зквити, посланик (у Београду,Нишу и на Крфу), 1912. - 1916.
- Карло Бароли, посланик, 1908. - 1912.
- Алесандро Гвичоли, посланик, 1904. - 1908.[16]
- Гуљиелмо И. ди Франкавила, посланик, 1904.
- Роберто Маљано, посланик, 1902. - 1904.
- Салваторе Туђини, посланик, 1901. - 1902.
- Едмондо Мајор, посланик, 1898. - 1901.
- Емануеле Берти, секретар, 1998.
- Рикардо Болати, секретар, 1897. - 1898.
- Алесандро Рива, посланик, 1896.
- Виторе А. Татара, отпр. послова, 1895. - 1896. и 1896. - 1897.
- Ђузепе Аварна, посланик, 1894. - 1895.
- Франческо Галвања, посланик, 1887. - 1894.
- Алесандро Цанини, отпр. послова, 1886. - 1887.
- Виторио Салиер де Ла Тоур, посланик, 1884. - 1886.
- Ђорђо Л. Калви ди Берголо, отпр. послова, 1883.- 1884.
- Антонио Този, посланик, 1881. - 1883.
- Алберто Панса, отправник послова, 1879. - 1881.
- Ђузепе Торниели Брузати, посланик, 1879.
- Луиђи Јоанини ди Ћева, генерални конзул, 1868. - 1879.
- Стефан Сковасо, ген. конзул, 1861. − 1863. а затим и конзул, 1863. - 1868.
- Еуђене Дурио, конзул
- Франч. д' Астенго, конзул, 1859.
- Марчело Черути, ген. конзул, 1849. - 1850.

## Поређење
|                 | Италија                                   | Србија                                        |
| --------------- | ----------------------------------------- | --------------------------------------------- |
| Становништво    | 60.021.955                                | 9.024.734 (са КиМ), 7.243.007 (без КиМ)       |
| Површина        | 301.338                                   | 88.361 km²                                    |
| Главни град     | Рим - 2 743 796 (5.493.308 шире подручје) | Београд - 1.182.000 (1.621.396 шире подручје) |
| Облик владавине | Парламентарна република                   | Парламентарна република                       |
| Званични језик  | Италијански                               | Српски                                        |